# OpenAL
OpenAL (Open Audio Library) is een multiplatform-API voor 3D-geluid in computerspellen of andere applicaties. Het was beschikbaar onder de LGPL tot versie 1.1, waarna het propriëtair werd. Als reactie hierop werd OpenAL Soft ontwikkeld, een opensourcealternatief dat vrijgegeven wordt onder de LGPL.
Het ontwerp en de conventies binnen de API komen opzettelijk overeen met die van OpenGL.

## Platformen
OpenAL is beschikbaar voor de volgende platformen:
- Mac OS 8/9
- Mac OS X
- Linux
- BSD
- Solaris
- IRIX
- Windows
- Xbox
- Xbox 360

## Geschiedenis
OpenAL werd oorspronkelijk ontwikkeld door Loki Software om Windows-spellen over te kunnen zetten naar Linux. Nadat Loki Software ermee stopte, werd het project voortgezet door de opensourcegemeenschap. Het werd onderhouden door Creative Technology met ondersteuning van Apple en mensen uit de opensourcecommunity. Sinds versie 1.1 wordt de opensourcecommunity er echter niet meer bij betrokken en wordt de API vrijgegeven onder een propriëtaire licentie.